# 샘 베렌즈
샘 베렌즈(Sam Behrens, 1950년 7월 24일 ~ )는 미국의 영화배우, 텔레비전 배우이다.
브루클린에서 태어났다.

## 출연 작품
- 버뮤다 삼각지 (1996년)
- 죽음의 프로포즈 (1994년)
- 얼라이브 (1993년) - 자비에 메솔 역
- 블루 노트(영어판) (1991년)
- 영혼과 기적 (1991년)
- L.A. 로 (1988)
- Knots Landing (1989-90)